# Люди в чёрном: Интернэшнл
«Лю́ди в чёрном: Интернэшнл» (англ. Men in Black International) — американский научно-фантастический комедийный боевик 2019 года режиссёра Феликса Гэри Грея, является спин-оффом к серии фильмов «Люди в чёрном», основанных на серии комиксов Лоуэлла Каннингема «Люди в чёрном».
Фильм рассказывает о сотруднице лондонского филиала секретного агентства «Люди в чёрном» (ЛВЧ), вовлечённой в тайное убийство, которое заставляет её путешествовать по миру.
В главных ролях снялись Крис Хемсворт и Тесса Томпсон.
Сценарий написан Артом Маркумом и Мэттом Холлоуэем; Columbia Pictures совместно с Sony Pictures Entertainment выпустили фильм 11 июня 2019.

## Сюжет
В 2016 году Агенты Эйч и Ти (Agent H, Agent T) отправляются в Париж, чтобы остановить вторжение Роя — паразитической расы, которая вторгается на планеты, сливаясь с ДНК завоеванных видов — на Эйфелеву башню, используя червоточину. Двадцать лет назад в 1996 году в Бруклине Молли Райт стала свидетелем того, как её родители подверглись нейрализации агентами Людей в чёрном (ЛВЧ), в то время как она помогла сбежать инопланетянину. При этом сама Молли избежала нейрализации. Двадцать три года спустя в 2019 году Молли пытается попасть на работу в секретную организацию через ФБР и ЦРУ, но её считают странной из-за рассказов об инопланетной жизни. Молли повезло и она отследила посадку инопланетян, а затем проследовала за агентами ЛВЧ в штаб-квартиру в Нью-Йорке. Молли застали и почти нейрализовали, когда она пыталась зайти в здание. Молли производит впечатление на Агента О, утверждая, что она доказала свои навыки и у неё нет другой цели в жизни, кроме поиска Агентства. Молли получает статус испытательного агента как «Агент Эм» (Agent M) и назначается в лондонский филиал организации.
Там Эм встречается с Агентом Ти (High T), главой лондонского филиала ЛВЧ, и Агентом Эйч. Эм узнаёт о прошлом Эйча и Ти; у Эйча развился комплекс бога, его не интересуют должностные обязанности и только благодаря Ти, который прикрывает Эйча, тот ещё не потерял работу. Эм договаривается о том, чтобы её назначили помогать Эйчу в его встрече с Вунгусом Уродливым, его близким другом и инопланетянином королевских кровей. Во время их тусовки с Вунгусом к ним пристают таинственные инопланетные Близнецы, способные проявляться как чистая энергия. Эти энергетические пришельцы смертельно ранят Вунгуса, который перед смертью даёт Эм странный кристалл, говоря, что Эйч изменился с момента их последней встречи и ему нельзя доверять. Эм почти нейрализовали за то, что она допустила убийство Вунгуса. Она указывает на то, что мало кто знал о местонахождении Вунгуса, и что он, вероятно, был предан одним из Агентов, который знал о поручении охранять его. Нервничая из-за возможности предательства в ЛВЧ, Глава Tи назначает Агентов Си (Agent C) и Эм для проведения расследования, в то время как Эйч понижен до бумажной работы. Появились доказательства, предполагающие, что у инопланетных энергетических Близнецов были следы ДНК Роя.
Эйч убеждает Эм присоединиться к нему и изучить зацепку в Марракеше. Там они обнаруживают маленькое существо, которое является последним выжившим после атаки Близнецов. Так как его королева была убита, он присягает на верность Эм, которая даёт ему имя Пешкин (Pawny). Выясняется, что за ними для слежки были посланы Агенты. Координирует слежку Агент Cи, который изучил восстановленную видеозапись передачи кристалла Вунгусом Агенту Эм. Си считает, что Агент Эм предатель. С помощью инопланетных друзей Насра и Басама, Эйч вместе с Эм и Пешкиным убегают на реактивном байке в пустыню, где узнают, что кристалл Вунгуса — это абсолютное супероружие, созданное сжатым синим гигантом (звездой). Пока Агенты пытаются починить байк, внезапно появляется Басам, прятавшийся во фляге с водой, крадет супероружие и продаёт его Ризе Ставрос, инопланетному торговцу оружием и бывшей подруге Эйча. Трио летит в крепость на острове Ризы недалеко от Неаполя, затем пытается проникнуть на базу, но их ловят Риза и Лука Брази, телохранитель и «правая рука» Ризы. Лука оказывается тем инопланетянином, которого Молли спасла в детстве. Лука возвращает долг, позволяя героям уйти с оружием, пока он держит Ризу на прицеле. Трио оказывается загнанными в угол Близнецами, требующими кристалл для Роя, но вовремя подоспевший Глава Tи с группой Агентов уничтожает их.
Хотя дело кажется решённым, Эйч и Эм рассматривают доказательства и понимают, что фразы Близнецов о том, чтобы сделать что-нибудь для спасения своей планеты, предполагают, что они планировали использовать супероружие против Роя, а не для помощи ему. Особенно, учитывая то, что единственное доказательство наличия в Близнецах ДНК Роя было предоставлено Главой Ти. Герои обнаруживают, что Глава Ти удалил файлы по делам Роя и не отправил оружие в отдел вещдоков. Cи также понимает, что Глава Ти — крот и даёт задание Эйчу и Эм следовать за Главой Ти к Эйфелевой башне. Во время передвижения на лифте на верхнюю площадку башни, где Ти собирается открыть червоточину, Эм задаёт вопрос Эйчу о том, как именно они с Ти победили Рой в прошлом, и понимает, что его ответ зацикливается на одной фразе. Это говорит о том, что Эйч был нейрализован Главой Ти в прошлом для сокрытия реальной правды о Рое. Глава Tи предстаёт перед героями в виде чудовища, которым управляет Рой и активирует червоточину, чтобы привлечь Рой к Земле. Он кидает Эм в портал. Однако Эйч тянет время, взывая к истинной личности Главы Tи, достаточно долго для того, чтобы тот выпустил из рук супероружие. В это время Эм, спасённая малышом Пешкиным как его королева, хватает оружие и стреляет в Главу Ти, уничтожая его, Рой и всю червоточину.
После празднования победы и осознания факта, что самый лучший и надёжный Агент ЛВЧ оказался кротом Роя, Агент O присоединяется к Эйчу и Эм в Париже, где она предоставляет Эм полный статус Агента и назначает Эйча на испытательный срок руководителя лондонского филиала ЛВЧ. До того, как М уехала в Нью-Йорк, она в последний раз вместе с Эйч навестила Лондон, где «подарила» Пешкина Эйчу, чтобы тот приглядывал за ним.

## В ролях
| Актёр            | Роль                                                    |
| ---------------- | ------------------------------------------------------- |
| Крис Хемсворт    | Генри / Агент Эйч (H)                                   |
| Тесса Томпсон    | Молли Райт / Агент Эм (M)                               |
| Лиам Нисон       | глава британского подразделения ЛВЧ Глава Т             |
| Кумэйл Нанджиани | Пешкин (озвучка)                                        |
| Эмма Томпсон     | глава американского подразделения ЛВЧ Агент O           |
| Рейф Сполл       | Агент С                                                 |
| Ребекка Фергюсон | инопланетный торговец оружием Риза Старвос              |
| дуэт Les Twins   | Пара инопланетян, которая охотится за секретным оружием |
| Анатоль Таубман  | Француз-продавец                                        |

## Производство
В феврале 2018 года было объявлено, что Крис Хемсворт сыграет главную роль в фильме, режиссёром которого будет Ф. Гэри Грей. В следующем месяце к актёрскому составу присоединилась коллега Хемсворта («Тор: Рагнарёк»), Тесса Томпсон. В мае 2018 года было объявлено, что Лиам Нисон вёл переговоры о том, чтобы сняться в фильме в качестве главы британского отделения агентства. Сценарий фильма был написан Артом Маркумом и Мэттом Холлоуэем. В июне 2018 года Кумейл Нанджиани, Рейф Сполл и Les Twins присоединились к актёрскому составу.
Съёмки фильма начались 9 июля 2018 года в Лондоне и продолжились в Марокко, Италии и Нью-Йорке. Эмма Томпсон повторила в данном фильме роль Агента О, главы американского отдела из фильма «Люди в чёрном 3». В августе 2018 года Ребекка Фергюсон присоединилась к съёмкам фильма. 17 октября Хемсворт подтвердил, что съёмки завершились.
Визуальные эффекты для фильма создавали Rodeo FX, Sony Pictures Imageworks и Method Studios.

## Релиз
Изначально «Люди в чёрном: Интернешнл» планировалось выпустить 17 мая 2019 года. Позже было объявлено, что фильм выйдет 12 июня 2019 года.

## Критика
На Rotten Tomatoes фильм имеет 23 % положительных отзывов на основе 298 рецензий со средним рейтингом 4,5/10. На Metacritic фильм имеет средневзвешенные 38 баллов из 100, основанные на 51 рецензии, указывающей на «в целом неблагоприятные отзывы». Аудитория CinemaScore дала фильму среднюю оценку B по шкале от A+ до F, что стало самым низким результатом для всей франшизы. В то же время на PostTrak кинокартина получила 72 % положительного результата и 46 % «однозначной рекомендации».